# Aspilus gambiensis
Aspilus gambiensis är en skalbaggsart som beskrevs av Hermann Burmeister 1842. Aspilus gambiensis ingår i släktet Aspilus och familjen Cetoniidae. Inga underarter finns listade.